# Hamburger Börse

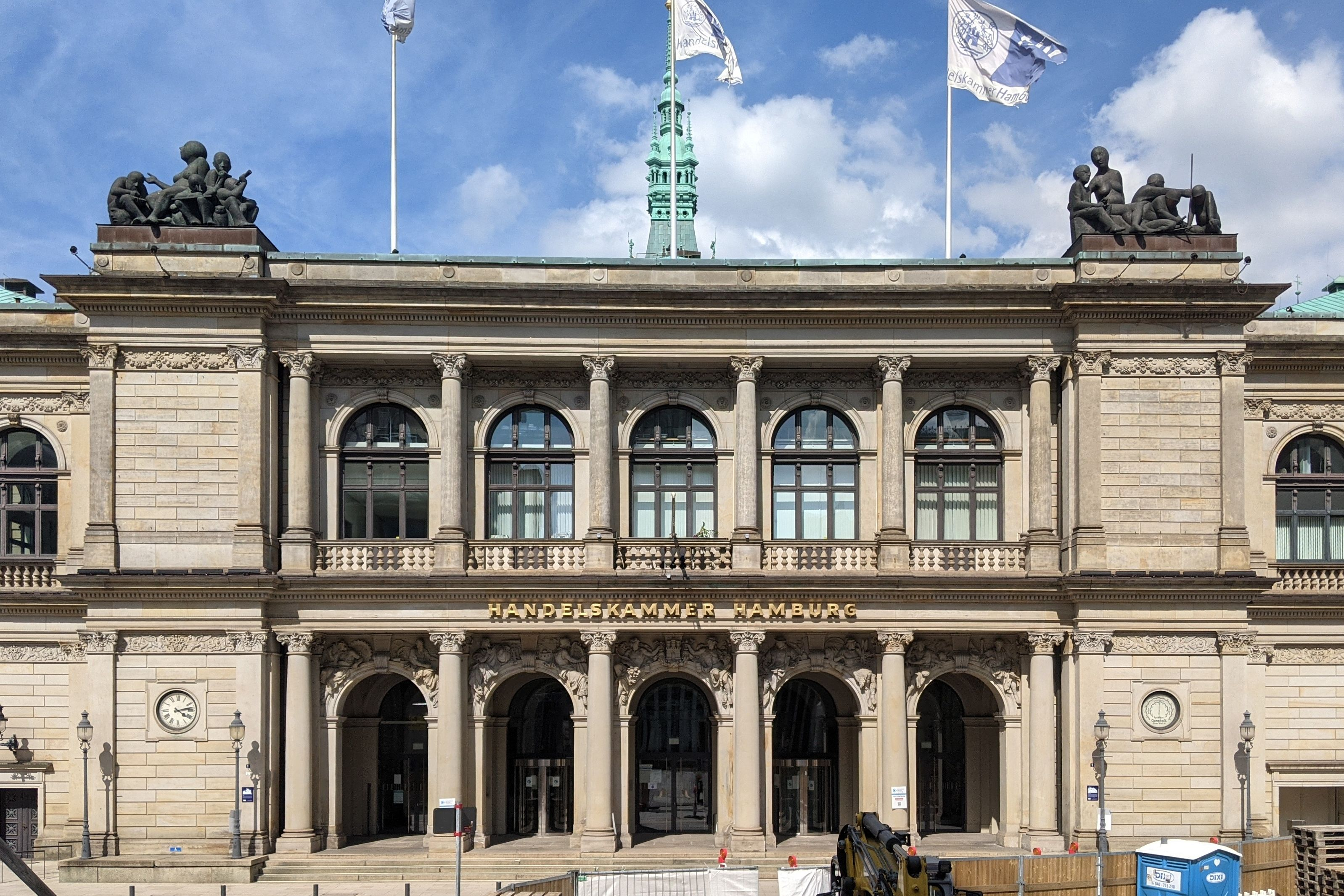
Gebäude der Börse und Handelskammer am Adolphsplatz

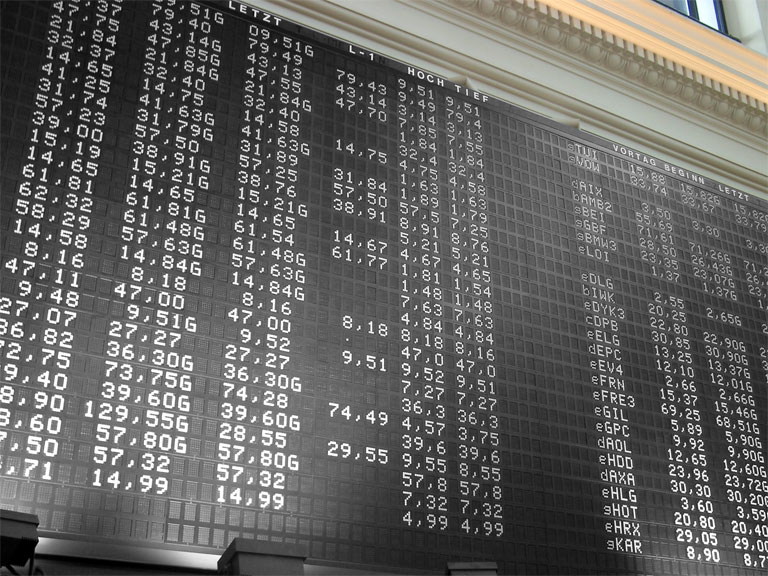
Kurstafel in der Börse (2004)

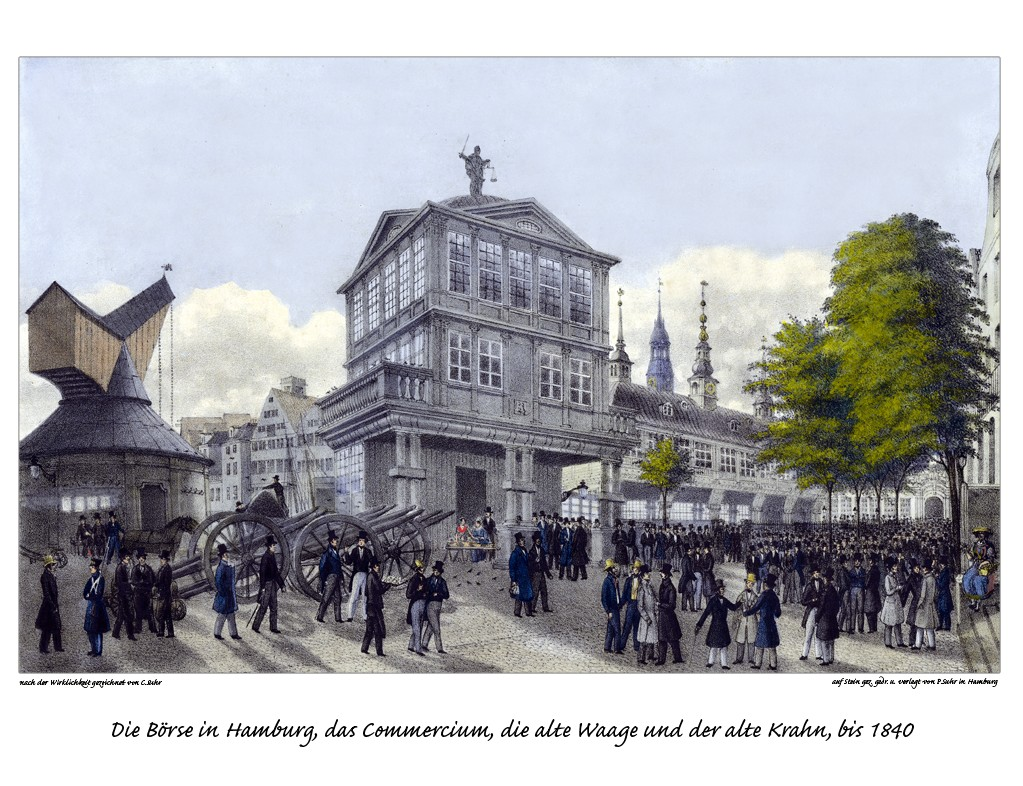
Die alte Börse an der Trostbrücke, links davon Waage (mit Commerzdeputation) und Kran, auf einer Lithografie der Gebrüder Suhr um 1840

Die Hamburger Börse ist eine im Jahr 1558 gegründete Börse mit Sitz in der Freien und Hansestadt Hamburg. Sie ist die älteste aktive Börse Deutschlands. Unter ihrem Dach befinden sich heute vier verschiedene Einzelbörsen.
Darunter ist die Hanseatische Wertpapierbörse, als älteste der acht aktiven Wertpapierbörsen in Deutschland. Zum 1. Januar 1999 schlossen sich die Vereine der Wertpapierbörsen in Hamburg und Hannover zur gemeinsamen Trägergesellschaft BÖAG Börsen AG zusammen.
Die Hamburger Versicherungsbörse ist neben dem anders strukturierten und ungleich größeren Versicherungsmarkt Lloyd’s of London weltweit der einzige börsliche Marktplatz für Versicherungen und die einzige Präsenzbörse in Hamburg mit täglichem Parketthandel. Von den Warenbörsen beziehungsweise Warenterminbörsen ist noch die Getreidebörse für Preisnotierungen und als Kompetenzzentrum des Getreidehandels von Bedeutung, während von der ehemaligen Kaffeebörse nur noch das Gebäude existiert. Die Einzelbörsen sind aus der Hamburger Allgemeinen Börse hervorgegangen, die heute hauptsächlich von der Hamburger Immobilienwirtschaft genutzt wird.

## Neue Börse
Als Hamburger Börse oder nur Börse wird auch das spät-klassizistische Gebäude am Adolphsplatz bezeichnet, das auf seiner Rückseite mit dem Hamburger Rathaus und dessen Innenhof, dem so genannten Ehrenhof, verbunden ist. Nach langer Planungszeit wurde diese Neue Börse am 2. Dezember 1841 von der Hamburger Börse bezogen. Das Gebäude ist ebenso Sitz der Handelskammer und ihrer Commerzbibliothek, beherbergt aber nur noch drei der Einzelbörsen, da der Zweig der Wertpapierbörse Ende 2005 neue Räumlichkeiten am Rathausmarkt bezog.

## Geschichte

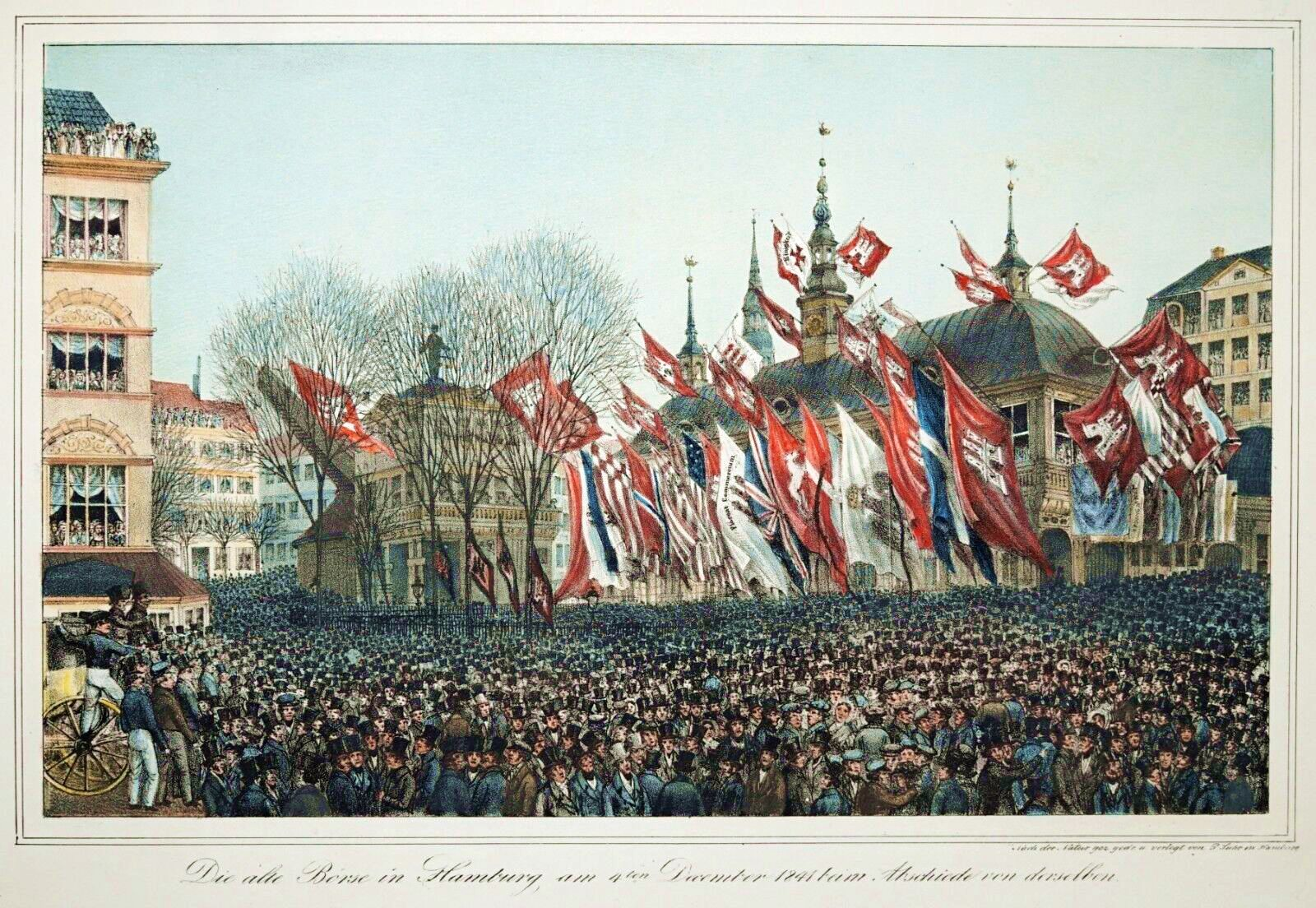
Abschied von der alten Börse am 4. Dezember 1841

Bis zum 16. Jahrhundert trafen sich die Hamburger Kaufleute zumeist am alten Alsterhafen, auf einem Platz inmitten von anderen Markthändlern, um Geschäfte abzuschließen oder Informationen auszutauschen. 1517 wurde den Kaufleuten vom Rat das Recht eingeräumt, einen Vorstand zu wählen. Die Vereinigung eines gemeenen Kopmanns, die spätere Versammlung Eines Ehrbaren Kaufmanns zu Hamburg, entstand als Interessenvertretung der Kaufleute. Auf diese geht auch die Initiative zur Einrichtung einer Börse zurück. Vor allem die Seehandel treibenden Kaufleute waren es, die sich einen festen Handelsplatz als Treffpunkt einheimischer und fremder Kaufleute, nach dem Vorbild der ihnen in dieser Form bereits aus Antwerpen bekannten Börse, wünschten. 1558 stellte der Hamburger Rat schließlich eine 400 Quadratmeter große Fläche als Börsenplatz am bisherigen Treffpunkt an der Trostbrücke (bereits 1266 als Platz der Geldwechsler benannt) gegenüber dem damaligen Rathaus zur Verfügung.
Auf dem eingefriedeten und von 1577 bis 1583 um das Börsengebäude erweiterten Platz wurde vor allem mit Waren gehandelt, wobei in Hamburg englische Tuche eine bedeutende Rolle spielten. Die Hamburger Börse war von Beginn an eine allgemeine Börse, an der Großhandelsgeschäfte aller Art, Geld- und Wechselgeschäfte, Versicherungs- und Frachtgeschäfte sowie auch Geschäfte mit Wertpapieren abgeschlossen werden, die später eine größere Bedeutung erhielten.
Im 17. Jahrhundert wurde der Börsenhandel geregelter. Erste Makler vermittelten unter den Kaufleuten, und direkt neben der Börse erhält die neu gegründete Commerz-Deputation ihr Domizil. Auch der Handel nahm an Umfang zu. Einheitliche Geschäftsbedingungen wurden beschlossen, die die Menge und Qualität der einzelnen Waren bestimmten. Der Handel mit Waren und mitgebrachten Warenproben nahm ab, stattdessen nahm der Wertpapierhandel zu und wurde 1720 sogar vom Senat für einige Zeit verboten, da er das „Aktienfieber“ missbilligte.
Zu Beginn des 18. Jahrhunderts trafen sich 600 Personen zu den Börsenzeiten, und um das Jahr 1830 wurden als Tagesdurchschnitt 4000 Besucher gezählt. Nachdem der Börsenhandel weiter an Bedeutung gewonnen hatte und die Kaufleute in den Handelszeiten aus Platzmangel immer häufiger in die anliegenden Straßen ausweichen mussten, legte die Commerz-Deputation dem Senat 1821 einen Plan zum Bau einer neuen Börse vor, die im Dezember 1841 fertiggestellt und bezogen wurde. Auch dieses Gebäude musste mehrfach erweitert werden. Hamburgs Handel hatte auch schon in diesen frühen Jahren einige Wirtschaftskrisen, die Franzosenzeit und den Großen Brand zu bestehen, bevor die Börse nach Ausbruch des Ersten Weltkrieges 1914 sechs Wochen lang geschlossen wurde und der Handel danach einbrach.
Unruhige Zeiten und ein Kurssturz 1927 sowie die Weltwirtschaftskrise führten 1931 zur vorübergehenden Schließung der Märkte. 1933 verlor die Börse für die Zeit des Nationalsozialismus ihre Selbstständigkeit. 1951 wurde der Handel mit Aktien- und Wertpapieren wiederaufgenommen. Nach der erneuten Blüte in den ersten Jahrzehnten nach dem Zweiten Weltkrieg nahm der Parketthandel einhergehend mit der technischen Entwicklung immer mehr ab, bevor er im Wertpapierbereich zugunsten des Computerhandels eingestellt wurde. Allgemeine Börse, Getreidebörse und Versicherungsbörse treffen sich jedoch auch heute noch regelmäßig auf dem Parkett.

## Hamburger Börse und Einzelbörsen
Die Hamburger Börse ist in Form eines Börsenclusters unter der Trägerschaft der Handelskammer Hamburg organisiert. Die Handelskammer übernimmt zudem die Geschäftsführung für die Allgemeine Börse. Getreidebörse, Versicherungsbörse und Wertpapierbörse werden von eigenen Vereinen bzw. Gesellschaften betrieben.
Von diesen vier institutionellen Börsen zu unterscheiden sind die Informationsbörsen der Handelskammer Hamburg. Hierbei handelt es sich um internetbasierte Plattformen als Teil des Serviceangebotes, die Angebot und Nachfrage bei verschiedenen unternehmerischen Fragestellungen wie beispielsweise der Besetzung von Lehrstellen oder der Suche nach Kooperationspartnern transparent machen und zusammenführen.

### Hanseatische Wertpapierbörse

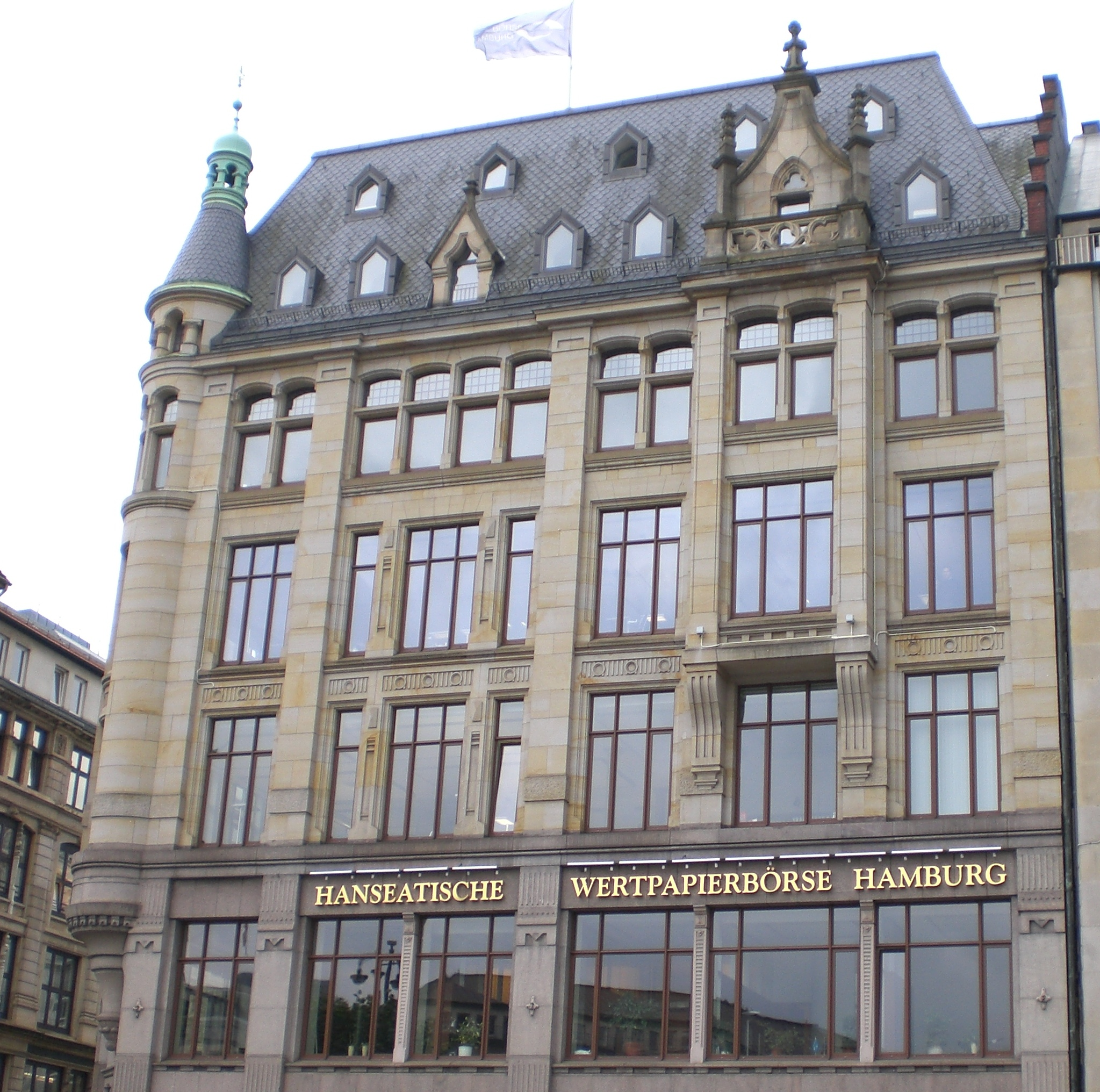
Hanseatische Wertpapierbörse, Sitz der Börsen AG am Rathausmarkt

Die Hanseatische Wertpapierbörse – kurz: Börse Hamburg – ist die älteste Wertpapierbörse Deutschlands. Zu ihren Präsidenten gehörte der Bankier Hans-Dieter Sandweg (* 1928), der unter anderem auch als Bankier, Generalbevollmächtigter und persönlich haftender Gesellschafter von M. M. Warburg-Brinckmann, Wirtz & Co. in Hamburg tätig war. Die Vereine der Mitglieder der Hanseatischen Wertpapierbörse in Hamburg und der Niedersächsischen Börse zu Hannover schufen 1999 mit der Börsen AG eine gemeinsame Trägergesellschaft.
Neben dem traditionellen Handel mit Wertpapieren erschließt die Börse auch neue Geschäftsfelder, wie den Handel mit Anteilen offener und geschlossener Fonds (2002) oder den Handel „gebrauchter“ Lebensversicherungspolicen. Weitere Schwerpunkte der Börse Hamburg liegen auf dem Handel von Wertpapieren mit maritimem oder Immobilienbezug. In Segmenten des Fondshandels ist die Börse heute Marktführer.
Rund 80 Kreditinstitute und Finanzdienstleister, auch aus dem Ausland, nehmen am Handel mit den über 14.000 gelisteten Wertpapieren teil.
Da heute nur noch ein computergestützter Maklerhandel zu den täglichen und ausgeweiteten Handelszeiten und kein Parketthandel mehr im Börsensaal stattfindet, bezog die Wertpapierbörse Ende des Jahres 2005 Büroräume im nahe gelegenen Rathausmarkt-Hof.

### Allgemeine Börse
Die Hamburger Allgemeine Börse ist der Ursprung aller Börsenaktivitäten in Hamburg, aus der sich die anderen institutionellen Börsen entwickelt haben. Heute wird sie hauptsächlich von der Immobilienwirtschaft genutzt. Die zugelassenen Hamburger Immobilienmakler treffen sich donnerstags von 13 bis 14 Uhr auf dem ehemaligen Parkett der Wertpapierbörse, um Gemeinschaftsgeschäfte anzubahnen, Informationen und Einschätzungen auszutauschen und Geschäftskontakte zu pflegen.

### Getreidebörse
Die Getreidebörse ist die einzige noch aktive Warenbörse unter dem Dach der Hamburger Börse und ein Kompetenzzentrum für den Handel mit Getreide. Sie wird von der Interessenvertretung der Groß- und Außenhändler, dem Verein der Getreidehändler der Hamburger Börse e. V., betrieben und dient der Vermittlung und dem Abschluss von Handelsgeschäften mit Getreide, Ölsaaten, Futtermitteln, Hülsenfrüchten, Saatgut und verwandten Artikeln sowie Dienstleistungsgeschäften bezüglich der genannten Artikel. Für diesen Handel gibt sie weltweit gültige Kontrakte heraus.
Wöchentlich am Dienstag werden von einer Notierungskommission die Großhandelspreise für einfuhrabgefertigtes Getreide, Raps und Futtermittel – insgesamt 27 Produkte – festgestellt. Diese Notierungen werden im Internet veröffentlicht und den Agrarverwaltungen in Deutschland und Brüssel als Richtpreise übermittelt. Jährlich finden zudem drei überregionale Präsenzbörsen statt. Bei diesen Börsenveranstaltungen sind etwa 400 bis 500 Händler und Vertreter aller Bereiche der Branche anwesend.

### Kaffeebörse

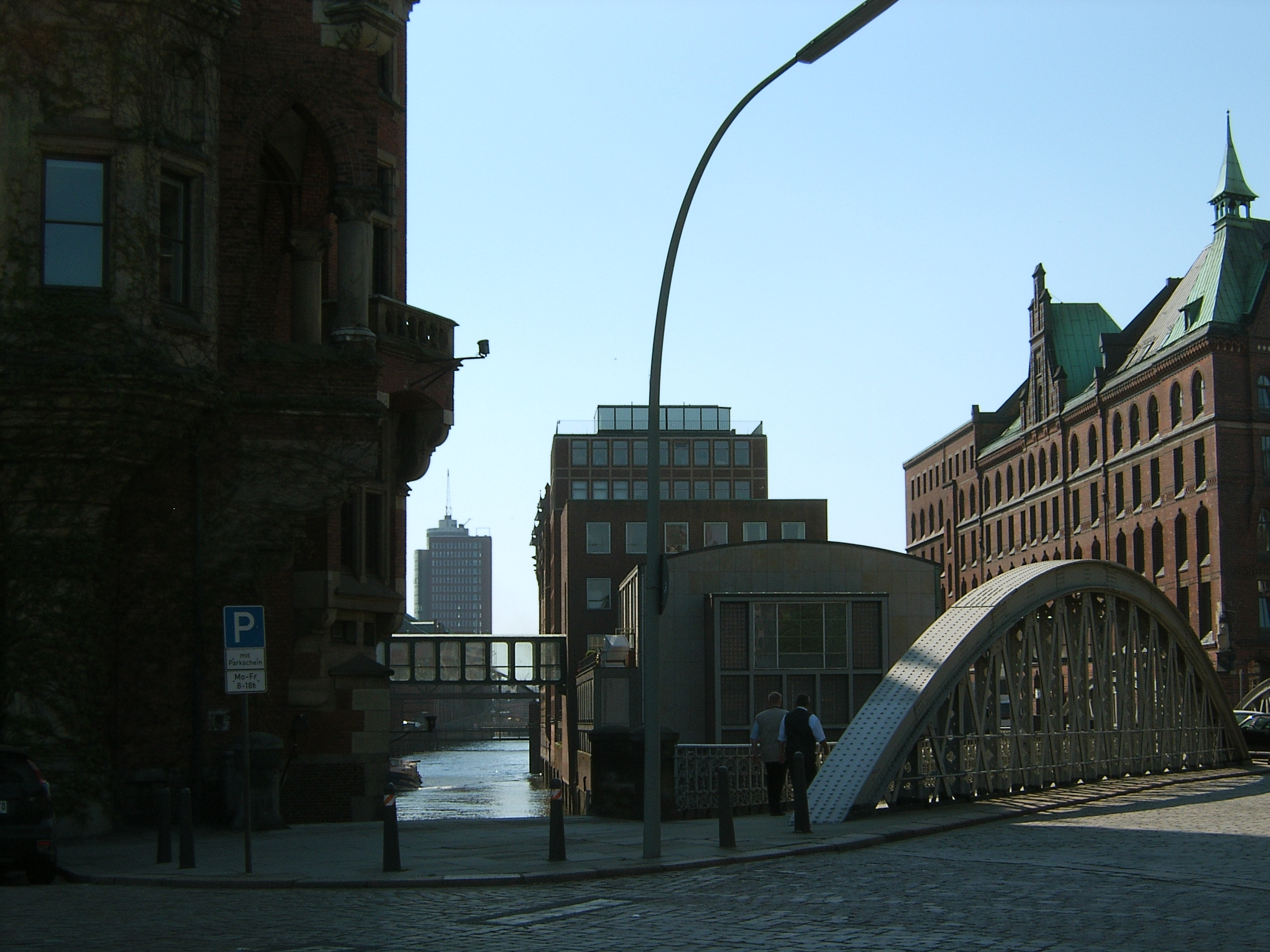
Die Kaffeebörse in der Speicherstadt

Die 1887 eröffnete Börse für Kaffee war der erste Hamburger Terminmarkt von internationaler Bedeutung. Bereits im 19. Jahrhundert hatte Hamburg einen großen Anteil am Gesamthandel mit Kaffee. Um diese Handelsposition auch nach Einführung von Terminmärkten in Le Havre und New York zu erhalten, wurde auf Betreiben des Vereins der am Caffeehandel betheiligten Firmen die Hamburger Kaffeebörse eingerichtet. Sie hatte ihren Sitz am Sandtorkai, inmitten der Kaffeespeicher, der damals entstandenen Speicherstadt im Freihafen. Nach der größten Blütezeit dieser Börse ruhte der Terminhandel ab Beginn des Ersten Weltkrieges bis zur Wiederaufnahme 1925. Im gleichen Jahr wurden an der Hamburger Börse auch Terminmärkte für Metall, Zucker und Kautschuk eröffnet. Der Terminhandel kam jedoch im Zweiten Weltkrieg erneut zum Erliegen. Die 1943 durch Bomben zerstörte Börse konnte 1950 im Speicherblock H wieder eröffnet werden, wenngleich der Terminmarkt bis zur ersten Notierung 1956 ruhte. Im gleichen Jahr wurde auch ein neuer Börsensaal fertiggestellt. Da sich zwischenzeitlich die Strukturen im Kaffeehandel geändert hatten und die Geschäfte vieler Akteure zu anderen Börsenplätzen abgewandert waren, konnte der Terminhandel jedoch nicht nachhaltig weitergeführt werden. Bereits in den 1960er Jahren kamen nur noch künstliche Notierungen zustande. Die Gründe lagen auch im abgeschlossenen Weltkaffeeabkommen (ab 1963), das bis in die 1980er Jahre bestehen blieb.
Der internationale Kaffeehandel sichert sich heute gegen Preisschwankungen vor allem an den führenden Börsen in New York (Arabica-Handel an der New York Mercantile Exchange und ICE Futures U.S.) und der seit 1954 bestehenden Börse in London (Robusta-Handel an der LIFFE der NYSE Euronext) ab. Weniger bedeutende Börsen befinden sich noch in Sao Paulo und Tokio.

### Versicherungsbörse
Die Börse für Versicherungen an der Hamburger Börse ist neben der anders strukturierten und ungleich größeren Lloyd’s in London der einzige börslich organisierte Marktplatz in dieser Branche. Die Vermittlung und der Abschluss von Versicherungsverträgen gehörte seit Gründung der Hamburger Börse 1558 zum Börsengeschäft. Vor der Ausgliederung der Versicherungsbörse aus der Allgemeinen Börse 1977 bildete sie dort den wichtigsten Handelspart.
Während früher die Anbahnung und Abwicklung von Gemeinschaftsgeschäften zur Deckung größerer Risiken zu den wesentlichen Handelsaktivitäten an der Hamburger Versicherungsbörse gehörten, hat sich das Geschäft seit längerem gewandelt. Derartige Transaktionen werden heute meistens im Voraus zwischen Versicherern, Maklern und Kunden ausgehandelt, während an der Versicherungsbörse die Dokumente unterzeichnet und ausgetauscht werden. Zudem erledigen die Börsenteilnehmer dort zahlreiche Vorgänge, die sich aus der Verwaltung von Versicherungsverträgen in Betrieb und Schaden ergeben. Das Börsengeschäft bezieht sich überwiegend auf nationale Risiken und hier insbesondere auf industrielle und gewerbliche Sach- und Haftpflichtversicherungen sowie Transportversicherungen. Aufgrund geänderter Versicherungspraxis nimmt letztere jedoch nicht mehr einen so großen Teil des Geschäftes ein wie dies ursprünglich der Fall war. Auch Rückversicherungen werden, im Gegensatz zu Lloyd’s, kaum geschlossen.
Die Präsenztreffen der Hamburger Versicherungsbörse finden werktäglich von 13:30 bis 14:00 Uhr in den Arkaden zwischen dem Börsensaal und dem Effektensaal der Handelskammer statt. Zu den Mitgliedern zählen 176 Unternehmen mit insgesamt 619 Personen, davon 212 Mitarbeiter von Versicherungen, 278 Makler, 119 Assecuradeure und 10 Besichtiger. Der Verein Hanseatischer Transportversicherer e. V. und der Verband Deutscher Versicherungsmakler e. V. (VDVM) sind die Träger dieser Einzelbörse.

## Gebäude
Erbaut wurde die neue Börse 1839/41 durch Carl Ludwig Wimmel und Franz Gustav Forsmann im klassizistischen Stil. Sie entstand auf dem Platz, auf dem sich das zuvor abgerissene mittelalterliche Marien-Magdalenen-Kloster befand. Beim Hamburger Brand 1842 konnte die Börse als einziges Gebäude der Gegend vor den Flammen gerettet werden. 1859 wurde sie durch Baumeister William Lindley erweitert. 1880/1884 erfolgte der Anbau am Alten Wall durch die Baudeputation und die Architekten Bernhard Hanssen und Emil Meerwein und 1909/1912 der Anbau mit dem dritten Börsensaal an der Großen Johannisstraße durch Bauinspektor Albert Erbe. 1946 erfolgte der Wiederaufbau des durch Bomben im Zweiten Weltkrieg zerstörten Gebäudes durch den Architekten Georg Wellhausen sowie der beiden zerstörten Börsensäle. Der Skulpturenschmuck über den Bögen im Erdgeschoss stellt die verschiedenen Wirtschaftszweige dar mit dem Wappen Hamburgs über dem mittleren Portal. Der Große Börsensaal steht seit dem 16. Februar 1942, der Gesamtkomplex der Börse seit dem 19. Dezember 1952 unter Denkmalschutz. An der Rückseite des Gebäudes wurde ab 1886 hinter dem gemeinsamen Ehrenhof das neue Hamburger Rathaus errichtet.

### Alte Börse und Börsenhalle

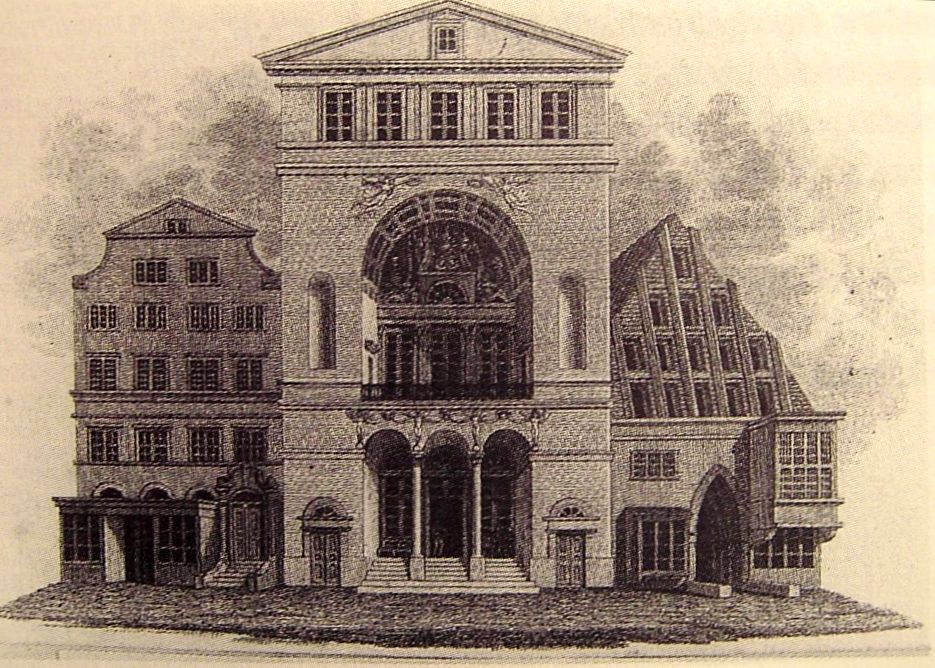
Die private Börsenhalle um 1825

Die alte Börse, aus der der Börsenbetrieb 1841 ausgezogen war, wurde 1842 durch den Hamburger Brand zerstört. Sie stand an der Trostbrücke, gegenüber dem ebenfalls zerstörten alten Rathaus. Zu ihrer Gründung bestand die Börse zunächst aus einem gepflasterten und eingefriedeten Platz (dort stehende wappenhaltende Löwen sind heute im Museum für Hamburgische Geschichte). 1577 bis 1583 wurde schließlich ein reich verzierter Fachwerkbau, als erstes Renaissance-Gebäude der Stadt (durch Jan Andresen, Amsterdam), mit einer unten offenen Halle für den allgemeinen Börsenbetrieb errichtet. Der durch die wohlhabenden Gewandschneider finanzierte zweigeschossige Bau, dessen obere Räume von diesen genutzt wurden, stand nur mit der Vorderfront auf der Kaimauer des bisherigen Börsenplatzes, während der Rest auf Pfählen über dem Wasser des Nikolaifleetes stand.
1669 bis 1672 wurde das Haus über dem Fleet nochmals erweitert. Die steigende Händlerzahl und der bei schlechtem Wetter nur bedingte Schutz ließ schon früh die Forderung nach einem Neubau aufkommen. Bevor es so weit war, kam der Geschäftsmann Gerhard von Hoßtrup auf die Idee, eine eigene privat betriebene Börsenhalle in der Nähe zu errichten. In dieses gegen Gebühr zu nutzende, geheizte und mit Bibliothek versehene, von Joseph Ramée entworfene, Gebäude in der Bohnenstraße verlagerte sich ab 1804 ein Teil des Geschäfts. Auch die zweimalig erweiterte Börsenhalle ging durch den Brand verloren, und die gesamte Straße verschwand beim Bau eines Gebäudekomplexes in den 1960er Jahren, wurde aber nach Abriss des Gebäudes wieder hergestellt. Der Straßenname Bei der Alten Börse erinnert an den ehemaligen Standort der alten Börse.

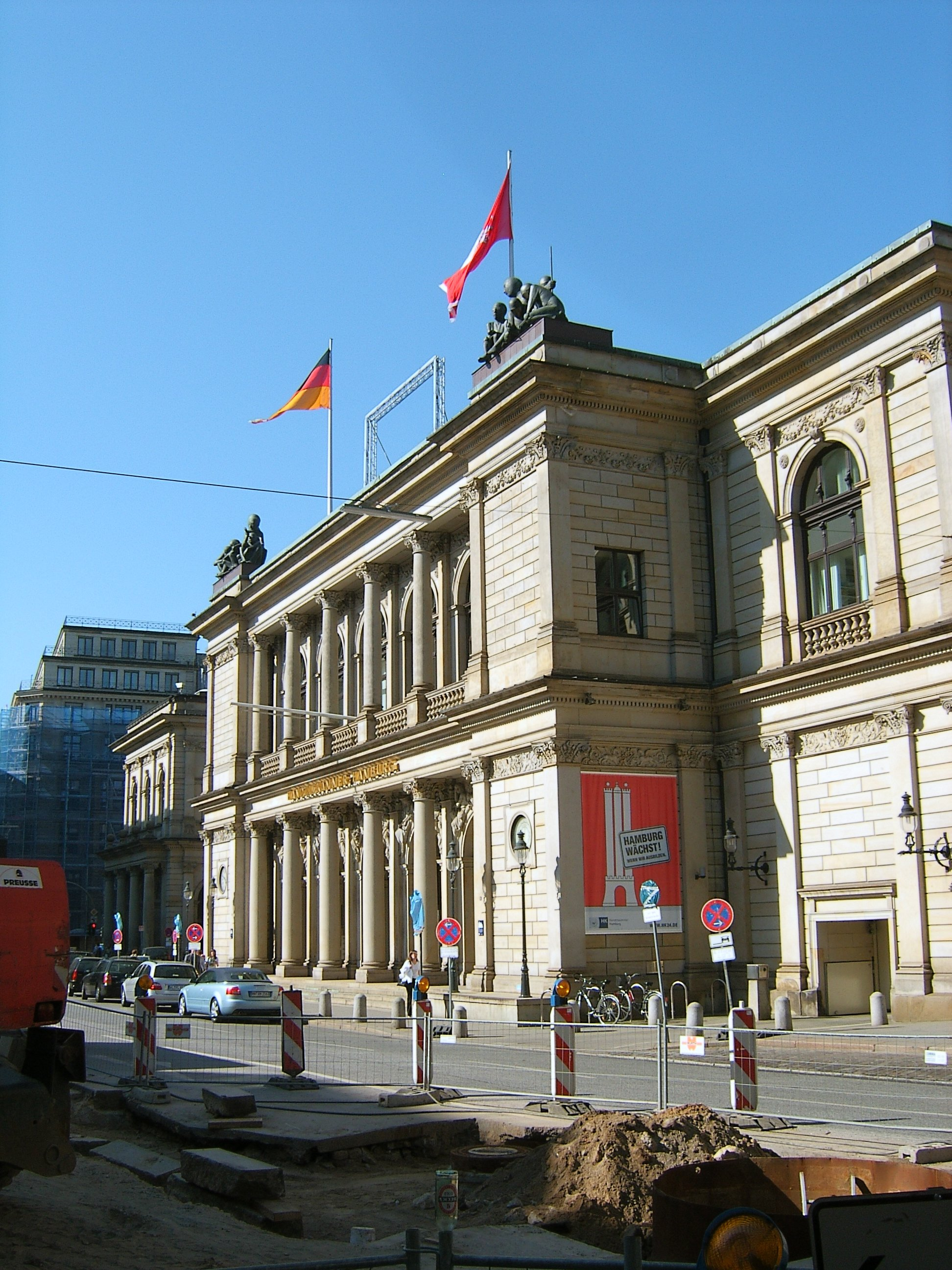
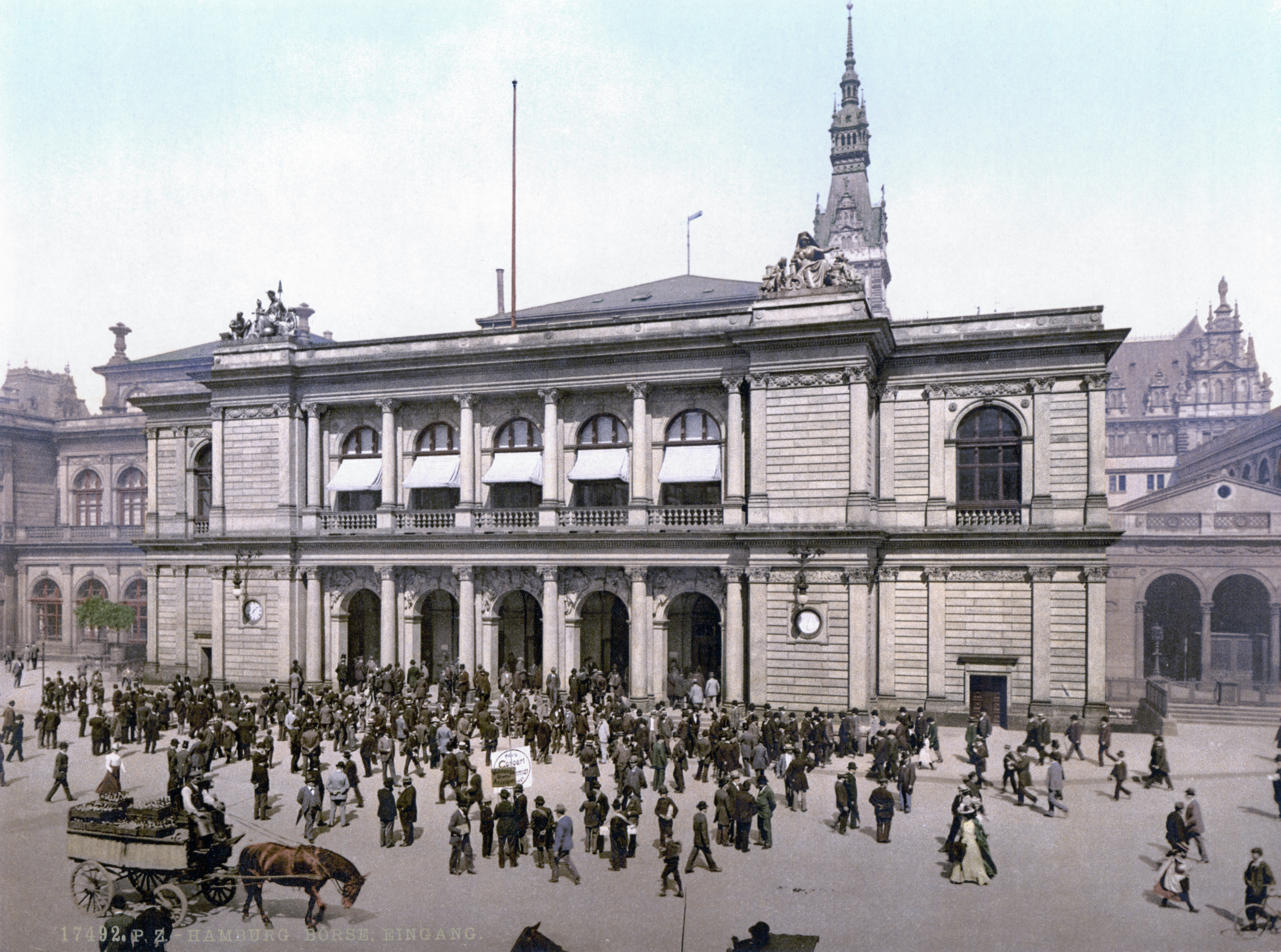
Börsengebäude, etwa 1890–1905
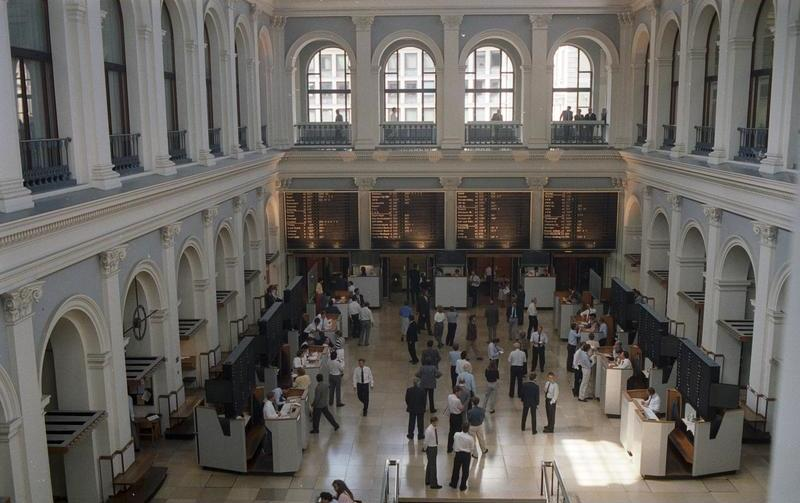
Parketthandel im Börsensaal, 1988
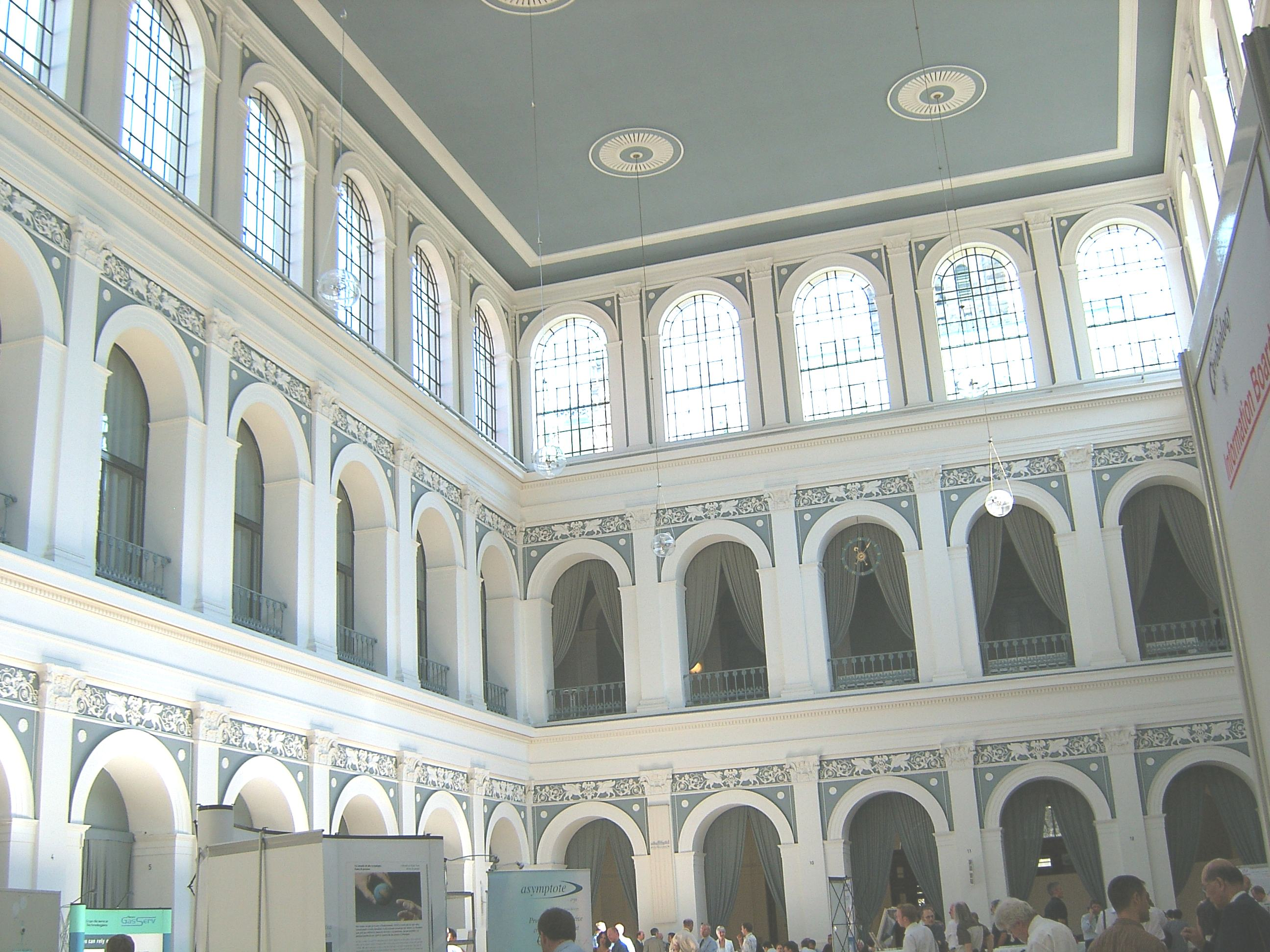
Einer der Säle, 2006
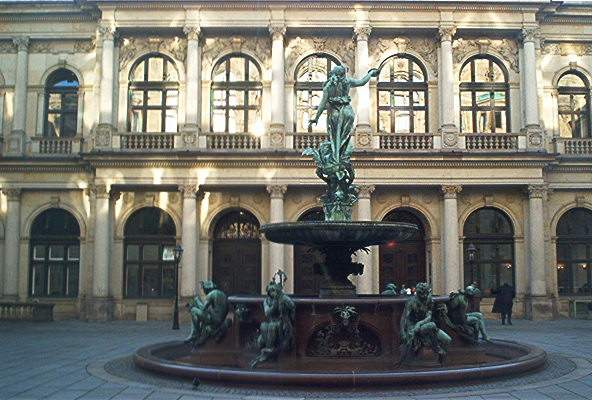
Ehrenhof und Rückseite der Börse